# Municipalità 7 di Napoli
La Municipalità 7 è uno dei 10 municipi in cui è suddiviso il comune di Napoli, istituiti il 10 febbraio 2005.
Confina con i comuni di Arzano, Casavatore e Casoria.

## Dati territoriali
Il territorio della municipalità è formato da 3 quartieri:
| Quartiere             | Superficie | Abitanti |
| --------------------- | ---------- | -------- |
| Miano                 | 1,87 km²   | 23 896   |
| San Pietro a Patierno | 5,45 km²   | 17 324   |
| Secondigliano         | 2,94 km²   | 42 827   |
| Totale                | 10,26 km²  | 84 047   |

## Zone appartenenti
- Capodichino

## Amministrazione
|      |           |                 |                                 |            |  |  |  |  |  |  |  |  |
| 2021 | in carica | Antonio Troiano | Indipendente Movimento 5 Stelle | Presidente |  |  |  |  |  |  |  |  |